# 오만과 편견 (2014년 드라마)
《오만과 편견》은 2014년 10월 27일부터 2015년 1월 13일까지 MBC에서 방영된 월화드라마이다. 당초 《대장금 2》를 편성하였으나 제작이 무산되면서 대체 편성되었다.

## 줄거리
법과 원칙, 사람과 사랑을 무기로 나쁜 놈들과 맞장 뜨는 검사들의 이야기로 돈없고 힘없고 죄 없는 사람들이 아프지 않게 하기 위해 애쓰는 검사들의 이야기.

## 등장 인물

### 주요 인물
- 최진혁 : 구동치 역 (아역 노태엽) - 인천지검 수석검사
- 백진희 : 한열무 역 (아역 박시은) - 인천지검 수습검사
- 최민수 : 문희만 역 - 인천지검 부장검사
- 이태환 : 강수 역 (아역 이수혁) - 인천지검 수사관
- 손창민 : 정창기 역 - 백수, 일명 '개개평'

### 인천지검 사람들
- 최우식 : 이장원 역 - 인천지검 평검사
- 장항선 : 유대기 역 - 인천지검 수사관, 인천의 국정원, 지검의 마당발
- 정혜성 : 유광미 역 - 인천지검 수사관
- 노주현 : 이종곤 역 - 법무부 검찰국장
- 김여진 : 오도정 역 - 인천지검 차장검사

### 그 외 인물들
- 백수련 : 백금옥 역 - 강수 할머니, 백반집 '삼시세끼'의 주인
- 김나운 : 김명숙 역 - 열무의 어머니
- 곽지민 : 송아름 역 - 2105마약상, 차윤희의 전 직장동료
- 맹상훈 : 박순배 역 - 전직 경찰이자 현 오택균 변호사 사무실 사무장, 서태원 엄마 뺑소니사건 담당형사
- 이현걸 : 빽곰(백상기)/백상대 역 - 한별과 서태원의 납치범/빽곰의 형
- 한갑수 : 구영배 역 - 동치의 아버지, 15년 전 폐공장 수위
- 정성모 : 한열무의 아버지 역
- 임승대 : 강무성 역 - 호정의 선생님
- 송삼동 : 권대용 역 - 문방구 주인
- 남정희 : 이호정의 할머니 역
- 설창희 : 택시기사로 위장해 수사하는 형사 역
- 윤아민 : 아가씨 역
- 금보 : 경비원 역
- 박건락 : 만식 역 - 마약판매상, 마약사건 정보원
- 이승연 : 피의자 1 역
- 유용범 : 피의자 2 역
- 단강호 : 교도관 역
- 신영진 : 신소라 역 - 어린이집 원장
- 이승주 : 신소라의 남편 역
- 이현정 : 어린이집 아줌마 역
- 김수은 : 구급대원 역
- 김재철 : 김윤지, 김찬의 아빠 역
- 정명준 : 신소라 측 변호사 역
- 신담수 : 장공철 역 - 일명 '판다', 마약지게꾼, 연쇄살인범
- 이원종 : 문철배 역 - 가짜 마약운반책
- 민복기 : 오정태 역 - 공원 노숙자
- 손종환 : 맹 형사 역
- 김해나 : 차윤희 역
- 최남욱 : 과학수사원 역
- 유재현 : 세관 직원 역
- 오기환 : 구급대원 역
- 최홍일 : 차윤희의 아버지 역
- 김영조 : 김재식 역 - 만식의 형
- 김은해 : 성형외과 직원 1 역
- 강찬양 : 성형외과 직원 2 역
- 이미경 : 성형외과 직원 3 역
- 정우식 : 고영민 역 - 32명을 고소한 취준생
- 정호 : 이장원의 친구 1 역
- 박충렬 : 이장원의 친구 2 역
- 김지은 : 유광미의 친구 1 역
- 윤정미 : 유광미의 친구 2 역
- 김선녀 : 중국집 직원 역
- 유순철 : 폐지 줍는 할아버지 역
- 서지오 : 조폭 1 역 - 김재식의 똘마니
- 주창욱 : 조폭 2 역 - 김재식의 똘마니
- 오승찬 : 구급대원 역
- 김영필 : 검찰과장 역
- 이재우 : 박 검사 역 - 인천지검 검사
- 한가림 : 박 검사의 여자친구 역
- 천소라 : 여사무관 1 역
- 김아영 : 여사무관 2 역
- 김혜윤 : 강한나 역 - 화영재단을 고소하려는 고등학생 커플
- 서광재 : 세차장 대표 역 - 렌트카를 빌려준 남자
- 강혜림 : 간호사 역
- 김민경 : 판사 역
- 김경란 : 빽곰(백상기), 백상대의 어머니 역

### 아역
- 정지훈 : 한별 역 - 열무의 남동생
- 김수연 : 이호정 역
- 김강훈 : 김찬 역
- 이서연 : 김윤지 역 - 어린이집 사건 피해자, 김찬의 누나

### 특별출연
- 정찬 : 최광국 역 - 동치의 선배검사 (7~9회, 13~14회, 16~17회, 20~21회)
- 진선규 : 주윤창 역 - 성형외과 원장 (7회, 11~12회, 21회)
- 최준용 : 오택균 역 - 변호사 (8~9회, 11~13회, 20~21회)

## 시청률
최저 시청률과 최고 시청률은 시청률 조사회사와 지역별로 시청률에 차이가 있을 수 있습니다.
| 2014년      | 2014년      | 2014년         | 2014년       | 2014년         | 2014년       |
| 회차        | 방송일      | TNmS 시청률    | TNmS 시청률  | AGB 시청률     | AGB 시청률   |
| 회차        | 방송일      | 대한민국(전국) | 서울(수도권) | 대한민국(전국) | 서울(수도권) |
| ----------- | ----------- | -------------- | ------------ | -------------- | ------------ |
| 제1회       | 10월 27일   | 9.3%           | 11.5%        | 11.2%          | 13.0%        |
| 제2회       | 10월 28일   | 8.3%           | 11.0%        | 11.0%          | 12.4%        |
| 제3회       | 11월 3일    | 9.6%           | 13.4%        | 11.6%          | 13.5%        |
| 제4회       | 11월 4일    | 10.1%          | 13.0%        | 10.8%          | 12.6%        |
| 제5회       | 11월 10일   | 10.6%          | 14.6%        | 12.1%          | 13.9%        |
| 제6회       | 11월 11일   | 11.0%          | 13.7%        | 12.8%          | 15.1%        |
| 제7회       | 11월 17일   | 11.0%          | 14.6%        | 10.7%          | 12.0%        |
| 제8회       | 11월 24일   | 10.5%          | 13.4%        | 11.3%          | 13.2%        |
| 제9회       | 11월 25일   | 10.3%          | 13.7%        | 11.9%          | 13.5%        |
| 제10회      | 12월 1일    | 10.2%          | 13.7%        | 10.3%          | 11.5%        |
| 제11회      | 12월 2일    | 11.1%          | 14.4%        | 11.1%          | 12.3%        |
| 제12회      | 12월 8일    | 9.8%           | 12.6%        | 9.7%           | 10.8%        |
| 제13회      | 12월 9일    | 9.8%           | 12.9%        | 10.6%          | 11.7%        |
| 제14회      | 12월 15일   | 9.2%           | 12.0%        | 9.2%           | 10.4%        |
| 제15회      | 12월 16일   | 10.2%          | 13.7%        | 9.9%           | 11.1%        |
| 제16회      | 12월 22일   | 9.2%           | 13.1%        | 9.4%           | 10.6%        |
| 제17회      | 12월 23일   | 9.7%           | 13.0%        | 10.0%          | 11.3%        |
| 2015년      |             |                |              |                |              |
| 제18회      | 1월 5일     | 7.7%           | 10.4%        | 8.4%           | 9.7%         |
| 제19회      | 1월 6일     | 8.8%           | 11.6%        | 8.2%           | 8.6%         |
| 제20회      | 1월 12일    | 9.4%           | 12.5%        | 8.0%           | 8.6%         |
| 제21회      | 1월 13일    | 9.3%           | 12.5%        | 9.7%           | 10.8%        |
| 평균 시청률 | 평균 시청률 | 9.8%           | 12.9%        | 10.4%          | 11.7%        |

## 결방과 연장
- 2014년 11월 18일 : MBC 스포츠 〈축구 국가대표 평가전〉 중계 방송으로 인해 결방[4]
- 2014년 12월 29일 : 2014년 MBC 방송연예대상 방송으로 인해 결방
- 2014년 12월 30일 : 2014년 MBC 연기대상 방송으로 인해 결방
- 2015년 1월 2일 : 오만과 편견 방영 분량이 20부작에서 1회 연장되어 21부작으로 변경.확정되었다.

## 동시간대 드라마
- KBS 월화드라마

《내일도 칸타빌레》 (2014년 10월 13일 ~ 2014년 12월 2일)
《힐러》 (2014년 12월 8일 ~ 2015년 2월 10일)
- SBS 월화드라마

《비밀의 문: 의궤 살인 사건》 (2014년 9월 22일 ~ 2014년 12월 9일)
《펀치》 (2014년 12월 15일 ~ 2015년 2월 17일)